# Chrotogonus senegalensis
Chrotogonus senegalensis är en insektsart som beskrevs av Krauss 1877. Chrotogonus senegalensis ingår i släktet Chrotogonus och familjen Pyrgomorphidae.

## Underarter
Arten delas in i följande underarter:
- C. s. senegalensis
- C. s. abyssinicus
- C. s. brevipennis
- C. s. gabonicus
- C. s. sudanicus